# Danh hiệu nhạc đại chúng được phong tặng
Danh hiệu nhạc đại chúng được phong tặng là những thuật ngữ được sử dụng thường xuyên nhất trên các phương tiện truyền thông hoặc bởi người hâm mộ, để biểu thị tầm quan trọng của một nghệ sĩ và thường là các danh hiệu mang tính chất sùng bái, thần thánh hóa, mang tính thân thuộc trong gia đình hoặc lấy từ tước hiệu của hoàng gia và quý tộc, được sử dụng một cách ẩn dụ. Những biệt hiệu danh giá đã được sử dụng trong âm nhạc cổ điển ở châu Âu ngay cả vào đầu thế kỷ 19, với những nhân vật như Mozart được gọi là "Cha đẻ của âm nhạc hiện đại" và Bach là "Cha đẻ của âm nhạc piano hiện đại". Chúng cũng đặc biệt nổi bật trong nền văn hóa người Mỹ gốc Phi ở thời kỳ sau Nội chiến, có lẽ như một phương tiện thể hiện địa vị đã bị chế độ nô lệ phủ nhận, và kết quả là đã du nhập vào nhạc jazz và blues ban đầu, bao gồm những nhân vật như Công tước Ellington và Bá tước Basie.
Các danh hiệu tương tự đã được đặt cho các thể loại khác, bao gồm Aretha Franklin, người được mệnh danh là "Nữ hoàng nhạc Soul" theo đúng nghĩa đen vào năm 1968.. Michael Jackson và Madonna đã được gắn liền với các thuật ngữ "Ông hoàng và Nữ hoàng nhạc pop" kể từ những năm 1980. Còn Whitney Houston được vinh danh là "Định nghĩa của tiếng hát" nhờ khả năng ca hát đỉnh cao. Justin Timberlake và Britney Spears được mệnh danh là “Hoàng tử và Công chúa nhạc pop”. Một số danh hiệu đã được các nghệ sĩ khác nhau tự xưng và gây tranh cãi mạnh mẽ và đôi khi được sử dụng bởi những người tẩy chay (anti-fan) với hàm ý mỉa mai. Một số danh hiệu đáng chú ý được sử dụng chung và thường được xác định với các cá nhân cụ thể. Tại Việt Nam, các danh hiệu được phong tặng phổ biến nhất hiện tại bao gồm Mỹ Tâm, mệnh danh là "Nữ hoàng V-pop"; Sơn Tùng M-TP, mệnh danh là "Hoàng tử V-pop";  Mỹ Linh, mệnh danh là "Nữ hoàng R&B Việt Nam" và "Nữ hoàng nhạc xuân"; còn Thanh Lam được mệnh danh là "Nữ hoàng nhạc nhẹ". Danh hiệu nhạc đại chúng còn có thể được sử dụng cho các nghệ sĩ có điểm tương đồng, ví dụ như bộ 5 ca sĩ Adele, Lady Gaga, Katy Perry, Rihanna, Taylor Swift được gọi là "Main-Pop Girls" vì tầm ảnh hưởng của họ đối với nhạc pop thập kỷ 2010.

## Danh hiệu cá nhân

### A
| Nghệ sĩ            | Danh hiệu                                      | Quốc tịch      | Nguồn                                                                        |
| ------------------ | ---------------------------------------------- | -------------- | ---------------------------------------------------------------------------- |
| Aaliyah            | Công chúa nhạc R&B (Princess of R&B)           | Hoa Kỳ         | [ 11 ]                                                                       |
| Aaliyah            | Nữ hoàng nhạc Pop Đô thị (Queen of Urban Pop)  | Hoa Kỳ         | [ 12 ]                                                                       |
| Adele              | Nữ hoàng nhạc soul Anh (British Queen of Soul) | Vương quốc Anh | [ 13 ]                                                                       |
| Adele              | Họa mi nước Anh (British Nightingale)          | Vương quốc Anh | [ 14 ]                                                                       |
| Christina Aguilera | Giọng ca của thế hệ (Voice of a Generation)    | Hoa Kỳ         | [ 15 ] [ 16 ] [ 17 ] [ 18 ] [ 19 ] [ 20 ] [ 21 ] [ 22 ] [ 23 ] [ 24 ] [ 25 ] |
| Alisha Chinai      | Nữ hoàng nhạc pop Ấn Độ (Queen of Indipop)     | Ấn Độ          | [ 26 ]                                                                       |
| Amuro Namie        | Nữ hoàng J-pop (Queen of Japanese Pop)         | Nhật Bản       | [ 27 ]                                                                       |
| Amuro Namie        | Madonna của Nhật (The Japanese Madonna)        | Nhật Bản       | [ 28 ]                                                                       |

### B
| Nghệ sĩ       | Danh hiệu                                               | Quốc tịch   | Nguồn                |
| ------------- | ------------------------------------------------------- | ----------- | -------------------- |
| Bạch Tuyết    | Cải lương chi bảo                                       | Việt Nam    | [ 29 ] [ 30 ]        |
| Bae Ho        | Elvis Presley nhạc trot Hàn Quốc (Elvis of Korean Trot) | Hàn Quốc    | [ 31 ] [ 32 ]        |
| Bảo Thy       | Công chúa V-pop                                         | Việt Nam    | [ 33 ]               |
| Bảo Yến       | Nữ hoàng nhạc sến                                       | Việt Nam    |                      |
| Beyoncé       | Nữ hoàng nhạc pop thế kỉ 21 (Queen 21st Century Pop)    | Hoa Kỳ      | [ 34 ]               |
| Bích Phương   | Thánh nữ nhạc sầu                                       | Việt Nam    | [ 35 ]               |
| Justin Bieber | Ông hoàng teen pop (King of Teen Pop)                   | Canada      | [ 36 ] [ 37 ] [ 38 ] |
| BoA           | Nữ hoàng K-Pop (Queen of K-Pop)                         | Hàn Quốc    | [ 39 ]               |
| BoA           | Ngôi sao của châu Á (Asia's Star)                       | Hàn Quốc    | [ 40 ] [ 41 ]        |
| Chris Brown   | Ông hoàng nhạc R&B (King of R&B)                        | Hoa Kỳ      | [ 42 ] [ 43 ]        |
| James Brown   | Bố già nhạc soul (Godfather of Soul)                    | Hoa Kỳ      | [ 44 ]               |
| Bùi Lan Hương | Nữ hoàng dream pop                                      | Việt Nam    | [ 45 ]               |
| Bùi Lan Hương | Tiên Tóc                                                | Việt Nam    |                      |
| Bad Bunny     | Ông hoàng nhạc trap Latin (King of Latin Trap)          | Puerto Rico | [ 46 ] [ 47 ]        |

### C
| Nghệ sĩ        | Danh hiệu                                                   | Quốc tịch | Nguồn                       |
| -------------- | ----------------------------------------------------------- | --------- | --------------------------- |
| Cardi B        | Đương kim nữ hoàng nhạc hip hop (Reigning Queen of Hip Hop) | Hoa Kỳ    | [ 48 ] [ 49 ]               |
| Cardi B        | Nữ hoàng rap (Queen of Rap)                                 | Hoa Kỳ    | [ 50 ]                      |
| Mariah Carey   | Nữ hoàng nhạc R&B (Queen of R&B)                            | Hoa Kỳ    | [ 51 ]                      |
| Mariah Carey   | Nữ hoàng nhạc pop (Queen of Pop)                            | Hoa Kỳ    | [ 52 ]                      |
| Mariah Carey   | Họa mi tối thượng (Songbird Supreme)                        | Hoa Kỳ    | [ 53 ] [ 54 ]               |
| Mariah Carey   | Nữ hoàng Melisma (Queen of Melisma)                         | Hoa Kỳ    | [ 55 ] [ 56 ] [ 57 ]        |
| Mariah Carey   | Nữ hoàng nhạc Giáng Sinh (Queen of Christmas)               | Hoa Kỳ    | [ 58 ] [ 59 ] [ 60 ] [ 61 ] |
| Cẩm Vân        | Nữ hoàng nhạc nhẹ                                           | Việt Nam  | [ 62 ]                      |
| Châu Kiệt Luân | Ông hoàng C-pop (King of Chinese Pop)                       | Đài Loan  | [ 63 ]                      |
| Cher           | Nữ thần nhạc Pop (Goddess of Pop)                           | Hoa Kỳ    | [ 64 ]                      |
| Cher           | Hoàng hậu nhạc Pop (Empress of Pop)                         | Hoa Kỳ    | [ 65 ]                      |
| Kelly Clarkson | Thần tượng Âm nhạc Mỹ đầu tiên (The Original American Idol) | Hoa Kỳ    | [ 66 ] [ 67 ] [ 68 ]        |
| Kelly Clarkson | Nữ hoàng cover (Queen of Covers)                            | Hoa Kỳ    | [ 69 ] [ 70 ] [ 71 ] [ 72 ] |
| Miley Cyrus    | Nữ hoàng tuổi teen (Teen Queen)                             | Hoa Kỳ    | [ 73 ] [ 74 ] [ 75 ]        |

### D
| Nghệ sĩ      | Danh hiệu                                                      | Quốc tịch   | Nguồn         |
| ------------ | -------------------------------------------------------------- | ----------- | ------------- |
| Daddy Yankee | Ông hoàng nhạc reggaetón (King of Reggaetón)                   | Puerto Rico | [ 76 ] [ 77 ] |
| Lana Del Rey | Nữ hoàng nhạc phim (Queen of Soundtracks)                      | Hoa Kỳ      | [ 78 ] [ 79 ] |
| Lana Del Rey | Nữ hoàng nhạc Sadcore (Queen of Sadcore)                       | Hoa Kỳ      |               |
| Lana Del Rey | Hollywood Sadcore                                              | Hoa Kỳ      |               |
| Céline Dion  | Nữ hoàng nhạc Adult Comtemporary (Queen of Adult Contemporary) | Canada      | [ 80 ]        |
| Céline Dion  | Nữ hoàng của những bản ballad (Queen of Power Ballads)         | Canada      | [ 81 ]        |
| Snoop Dogg   | Ông vua Bờ Tây (King of the West Coast)                        | Hoa Kỳ      | [ 82 ]        |
| Snoop Dogg   | Ông hoàng nhạc hip hop Bờ Tây                                  | Hoa Kỳ      | [ 82 ]        |
| Dr. Dre      | Cha đẻ nhạc G-Funk (Father of G-Funk)                          | Hoa Kỳ      | [ 83 ]        |

### Đ
| Nghệ sĩ      | Danh hiệu                                                           | Quốc tịch | Nguồn  |
| ------------ | ------------------------------------------------------------------- | --------- | ------ |
| Đặng Lệ Quân | Nữ hoàng nhạc pop vĩnh cửu của châu Á (Asia's Eternal Queen of pop) | Đài Loan  | [ 84 ] |

### E
| Nghệ sĩ       | Danh hiệu                                                | Quốc tịch | Nguồn         |
| ------------- | -------------------------------------------------------- | --------- | ------------- |
| Missy Elliott | Quý bà đầu tiên của nhạc hip hop (First Lady of Hip-Hop) | Hoa Kỳ    | [ 85 ] [ 86 ] |
| Missy Elliott | Nữ thần nhạc hip hop (Hip-Hop Goddest)                   | Hoa Kỳ    | [ 87 ] [ 88 ] |
| Eminem        | Ông hoàng nhạc hip hop (King of Hip-Hop)                 | Hoa Kỳ    | [ 89 ]        |
| Eminem        | Ông hoàng rap (King of Rap)                              | Hoa Kỳ    | [ 90 ]        |
| Eminem        | Chúa rap (Rap God)                                       | Hoa Kỳ    | [ 91 ]        |

### F
| Nghệ sĩ         | Danh hiệu                          | Quốc tịch | Nguồn         |
| --------------- | ---------------------------------- | --------- | ------------- |
| Aretha Franklin | Nữ hoàng nhạc Soul (Queen of Soul) | Hoa Kỳ    | [ 92 ] [ 93 ] |

### G

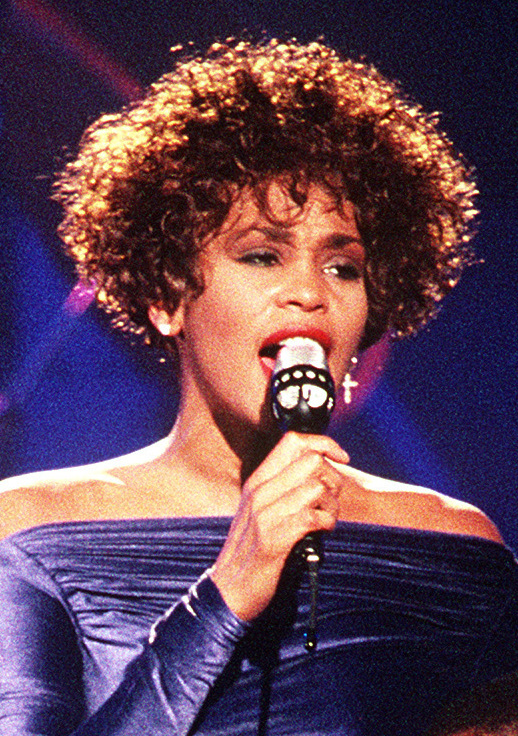
Nhờ khả năng ca hát đỉnh cao, Whitney Houston được gắn liền với biệt danh "Định nghĩa của tiếng hát

| Nghệ sĩ        | Danh hiệu                                                | Quốc tịch      | Nguồn                       |
| -------------- | -------------------------------------------------------- | -------------- | --------------------------- |
| G-Dragon       | Ông hoàng K-Pop (King of K-Pop)                          | Hàn Quốc       | [ 94 ] [ 95 ] [ 96 ] [ 97 ] |
| Lady Gaga      | Nữ hoàng nhạc pop mới (New Queen of Pop)                 | Hoa Kỳ         | [ 98 ]                      |
| Lady Gaga      | Công chúa nhạc pop (Princess of Pop)                     | Hoa Kỳ         | [ 99 ] [ 100 ]              |
| Giao Linh      | Nữ hoàng sầu muộn                                        | Canada         | [ 101 ]                     |
| Ellie Goulding | Nữ hoàng nhạc phim điện ảnh (Queen of Movie Soundtracks) | Vương quốc Anh | [ 102 ] [ 103 ] [ 104 ]     |

### H
| Nghệ sĩ         | Danh hiệu                                                              | Quốc tịch | Nguồn           |
| --------------- | ---------------------------------------------------------------------- | --------- | --------------- |
| Hamasaki Ayumi  | Hoàng hậu J-Pop (Empress of J-Pop)                                     | Nhật Bản  | [ 105 ]         |
|                 |                                                                        |           | [ 106 ] [ 107 ] |
| Whitney Houston | Định nghĩa của tiếng hát (The Voice)                                   | Hoa Kỳ    | [ 108 ]         |
| Whitney Houston | Người khổng lồ của ngành công nghiệp âm nhạc (Titan of Music Industry) | Hoa Kỳ    | [ 109 ]         |
| Whitney Houston | Diva của các Diva (Diva of Divas)                                      | Hoa Kỳ    | [ 110 ]         |
| Whitney Houston | Nữ hoàng nhạc R&B (Queen of R&B)                                       | Hoa Kỳ    | [ 111 ]         |
| Whitney Houston | Nữ hoàng nhạc pop (Queen of Pop)                                       | Hoa Kỳ    | [ 112 ]         |
| Whitney Houston | Nữ hoàng nhạc soul đương đại (Prom Queen of Soul)                      | Hoa Kỳ    | [ 113 ]         |
| Whitney Houston | Nữ hoàng tình ca (Queen of Ballads)                                    | Hoa Kỳ    | [ 114 ]         |
| Hồ Ngọc Hà      | Nữ hoàng giải trí                                                      | Việt Nam  | [ 115 ]         |
| Hieuthuhai      | Thái tử VPop                                                           | Việt Nam  |                 |
| Jennifer Hudson | Công chúa nhạc soul (Princess of Soul)                                 | Hoa Kỳ    | [ 116 ]         |

### I

Nam ca sĩ người Mỹ Michael Jackson được mệnh danh là "Ông hoàng nhạc pop".

| Nghệ sĩ          | Danh hiệu                                     | Quốc tịch   | Nguồn   |
| ---------------- | --------------------------------------------- | ----------- | ------- |
| Enrique Iglesias | Ông hoàng nhạc pop Latinh (King of Latin Pop) | Tây Ban Nha | [ 117 ] |

### J
| Nghệ sĩ         | Danh hiệu                                            | Quốc tịch | Nguồn           |
| --------------- | ---------------------------------------------------- | --------- | --------------- |
| Michael Jackson | Ông hoàng nhạc pop (King of Pop)                     | Hoa Kỳ    | [ 118 ] [ 119 ] |
| Millie Jackson  | Người mẹ của rap (Godmother of Rap)                  | Hoa Kỳ    | [ 120 ]         |
| Jay-Z           | Ông hoàng rap (King of Rap)                          | Hoa Kỳ    | [ 121 ]         |
| Jay-Z           | Ông vua New York (King of New York)                  | Hoa Kỳ    | [ 122 ]         |
| Jennie          | It Girl của Hàn Quốc (Korean It Girl)                | Hàn Quốc  | [ 123 ]         |
| Joey Boy        | Ông tổ nhạc hip hop Thái (Godfather of Thai Hip Hop) | Thái Lan  | [ 124 ]         |

### K
| Nghệ sĩ      | Danh hiệu                               | Quốc tịch | Nguồn   |
| ------------ | --------------------------------------- | --------- | ------- |
| Khánh Ly     | Nữ hoàng chân đất                       | Việt Nam  | [ 125 ] |
| Koda Kumi    | Nữ hoàng J-pop (Queen of J-Pop)         | Nhật Bản  | [ 126 ] |
| DJ Kool Herc | Cha đẻ nhạc hip hop (Father of Hip-Hop) | Hoa Kỳ    | [ 127 ] |

### L

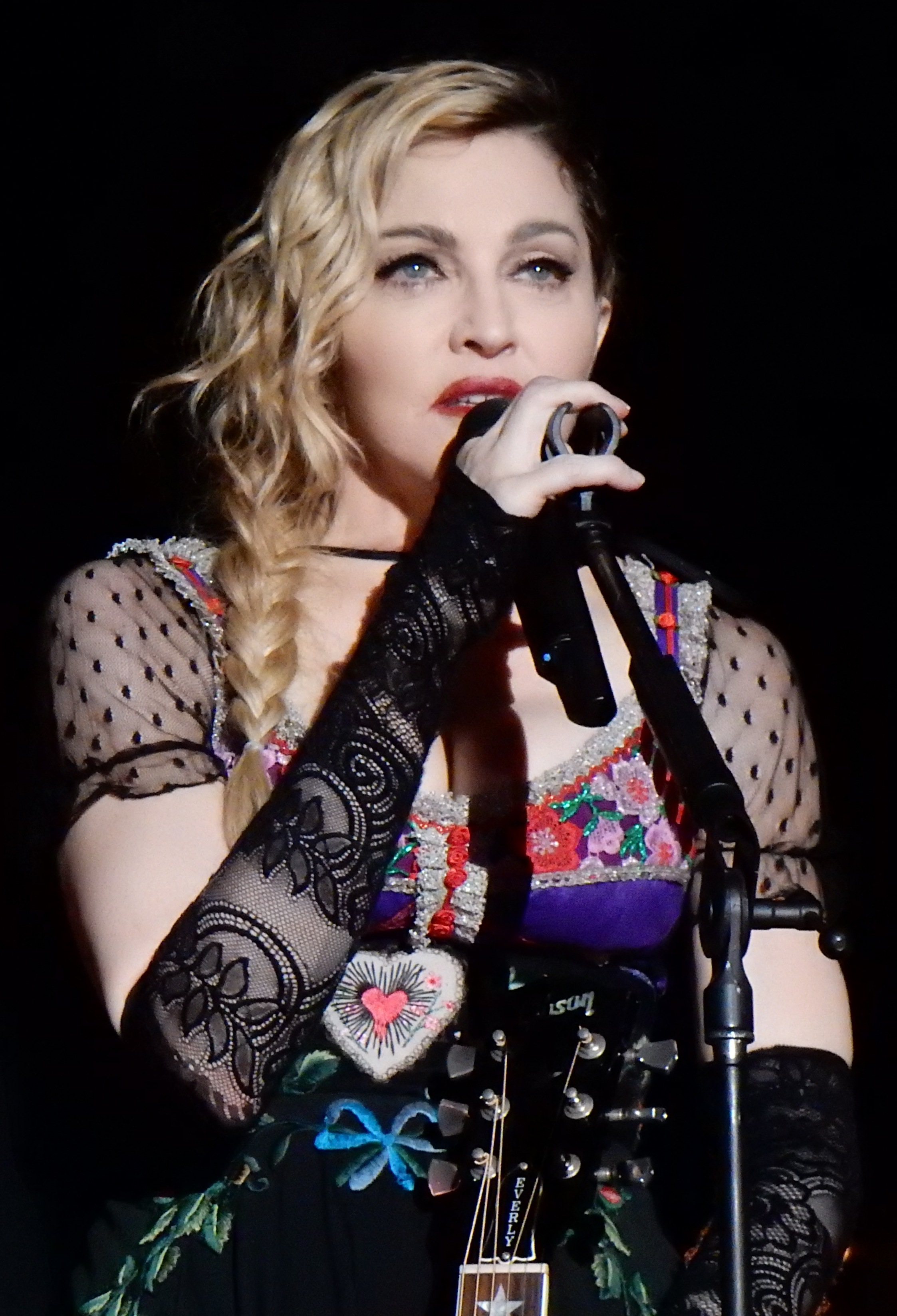
Nữ ca sĩ người Mỹ Madonna được mệnh danh là "Nữ hoàng nhạc pop"

Ca sĩ Mỹ Linh được mệnh danh là.

| Nghệ sĩ        | Danh hiệu                                                | Quốc tịch      | Nguồn                                   |
| -------------- | -------------------------------------------------------- | -------------- | --------------------------------------- |
| Patti LaBelle  | Mẹ đỡ đầu nhạc Soul (Godmother of Soul)                  | Hoa Kỳ         | [ 128 ]                                 |
| Kendrick Lamar | Ông vua Bờ Tây (King of the West Coast)                  | Hoa Kỳ         | [ 129 ]                                 |
| Adam Lambert   | Ông hoàng mới của ban nhạc Queen (The New King of Queen) | Hoa Kỳ         | [ 130 ] [ 131 ]                         |
| Lara Fabian    | The Ring                                                 | Bỉ             |                                         |
| Avril Lavigne  | Nữ hoàng nhạc pop-punk (Queen of Pop-Punk)               | Canada         | [ 132 ] [ 133 ] [ 134 ] [ 135 ] [ 136 ] |
| Avril Lavigne  | Công chúa nhạc pop rock (Pop Rock Princess)              | Canada         | [ 137 ]                                 |
| Avril Lavigne  | Công chúa nhạc punk rock (Punk Rock Princess)            | Canada         | [ 138 ] [ 139 ] [ 140 ]                 |
| Lê Dung        | Người đàn bà hát                                         | Việt Nam       | [ 141 ] [ 142 ]                         |
| Lệ Quyên       | Nữ hoàng phòng trà                                       | Việt Nam       | [ 143 ]                                 |
| Lệ Thu         | Giọng hát vàng mười                                      | Hoa Kỳ         | [ 144 ] [ 145 ]                         |
| Dua Lipa       | Tương lai nhạc pop (Future of Pop)                       | Vương quốc Anh | [ 146 ] [ 147 ]                         |
| Jennifer Lopez | Nữ hoàng Las Vegas (Queen of Las Vegas)                  | Hoa Kỳ         | [ 148 ]                                 |
| Demi Lovato    | Công chúa nhạc pop (Pop Princess)                        | Hoa Kỳ         | [ 149 ]                                 |
| Lưu Hoan       | Ông hoàng nhạc nhẹ Trung Quốc (China's King of Pop)      | Trung Quốc     | [ 150 ] [ 151 ]                         |

### M
| Nghệ sĩ            | Danh hiệu                                       | Quốc tịch                   | Nguồn                   |
| ------------------ | ----------------------------------------------- | --------------------------- | ----------------------- |
| Madonna            | Nữ hoàng nhạc pop (Queen of Pop)                | Hoa Kỳ                      | [ 152 ] [ 153 ] [ 154 ] |
| Mai Diễm Phương    | Nữ hoàng Cantopop (Queen of Canto Pop)          | Hồng Kông                   | [ 155 ] [ 156 ]         |
| Mai Diễm Phương    | Madonna của châu Á (Madonna of Asia)            | Hồng Kông                   | [ 157 ]                 |
| Thongchai McIntyre | Ông hoàng nhạc pop Thái Lan (King of Thai Pop)  | Thái Lan                    | [ 158 ]                 |
| Thongchai McIntyre | Ông hoàng nhạc string (King of String)          | Thái Lan                    | [ 158 ]                 |
| George Michael     | Ông hoàng George (King George)                  | Anh                         | [ 159 ] [ 160 ]         |
| George Michael     | Ông hoàng nhạc pop (King of Pop)                | Anh                         | [ 159 ] [ 160 ]         |
| Nicki Minaj        | Nữ hoàng nhạc hip hop (Queen of Hip-Hop)        | Trinidad và Tobago / Hoa Kỳ | [ 161 ]                 |
| Nicki Minaj        | Nữ hoàng rap (Queen of Rap)                     | Trinidad và Tobago / Hoa Kỳ | [ 162 ]                 |
| Mỹ Linh            | Nữ hoàng R&B Việt Nam (Queen of Vietnamese R&B) | Việt Nam                    | [ 163 ] [ 164 ]         |
| Mỹ Linh            | Nữ hoàng nhạc xuân (Queen of Spring)            | Việt Nam                    | [ 165 ]                 |
| Mỹ Linh            | Phù Vân Giáo Chủ                                | Việt Nam                    | [ 166 ]                 |
| Mỹ Tâm             | Nữ hoàng V-pop (Queen of V-pop)                 | Việt Nam                    | [ 167 ]                 |
| Mỹ Tâm             | Họa mi tóc nâu                                  | Việt Nam                    | [ 168 ]                 |

### N
| Nghệ sĩ         | Danh hiệu          | Quốc tịch | Nguồn   |
| --------------- | ------------------ | --------- | ------- |
| Ngọc Sơn        | Ông hoàng nhạc sến | Việt Nam  | [ 169 ] |
| Nguyễn Thu Hằng | Công chúa Sao Mai  | Việt Nam  | [ 170 ] |

### P

Nữ ca sĩ người Mỹ Katy Perry được mệnh danh là "Nữ hoàng phong cách Camp"

| Nghệ sĩ           | Danh hiệu                                            | Quốc tịch | Nguồn                   |
| ----------------- | ---------------------------------------------------- | --------- | ----------------------- |
| Dolly Parton      | Nữ hoàng nhạc đồng quê (Queen of Country)            | Hoa Kỳ    | [ 171 ]                 |
| Luciano Pavarotti | Ông vua của những nốt Đô (King of High C's)          | Ý         | [ 172 ]                 |
| Katy Perry        | Công chúa nhạc pop (Pop Princess)                    | Hoa Kỳ    | [ 173 ]                 |
| Katy Perry        | Nữ hoàng Camp (Queen of Camp)                        | Hoa Kỳ    | [ 174 ] [ 175 ]         |
| Katy Perry        | Nữ hoàng Twitter (Queen of Twitter)                  | Hoa Kỳ    | [ 176 ]                 |
| Phương Dung       | Nhạn trắng Gò Công                                   | Việt Nam  | [ 177 ]                 |
| Phương Mỹ Chi     | Cô bé dân ca                                         | Việt Nam  |                         |
| Phương Thanh      | Thiên hậu V-Pop                                      | Việt Nam  | [ 178 ]                 |
| Elvis Presley     | Ông hoàng nhạc rock and roll (King of Rock and Roll) | Hoa Kỳ    | [ 179 ] [ 180 ] [ 181 ] |
| Pumpuang Duangjan | Nữ hoàng nhạc luk thung (Queen of Luk Thung)         | Thái Lan  | [ 182 ]                 |

### Q
| Nghệ sĩ    | Danh hiệu       | Quốc tịch | Nguồn           |
| ---------- | --------------- | --------- | --------------- |
| Quang Vinh | Hoàng tử sơn ca | Việt Nam  | [ 183 ] [ 184 ] |

### R
| Nghệ sĩ | Danh hiệu                                                               | Quốc tịch | Nguồn                   |
| ------- | ----------------------------------------------------------------------- | --------- | ----------------------- |
| Rihanna | Nữ hoàng vùng Caribe (Caribbean Queen)                                  | Barbados  | [ 185 ] [ 186 ]         |
| Rihanna | Công chúa nhạc pop (Pop Princess)                                       | Barbados  | [ 187 ]                 |
| Rihanna | Công chúa nhạc R&B (R&B Princess) New Queen of Twitter                  | Barbados  | [ 188 ] [ 189 ] [ 190 ] |
| RuPaul  | Drag Queen nổi tiếng nhất thế giới (The World's Most Famous Drag Queen) | Hoa Kỳ    | [ 191 ]                 |

### S

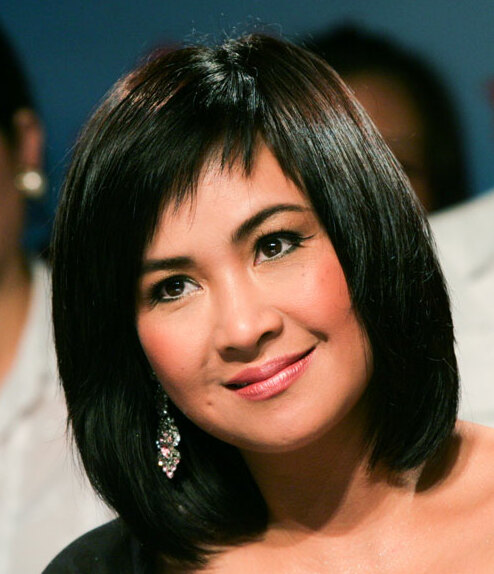
Ca sĩ Thanh Lam được mệnh danh là "Nữ hoàng nhạc nhẹ".

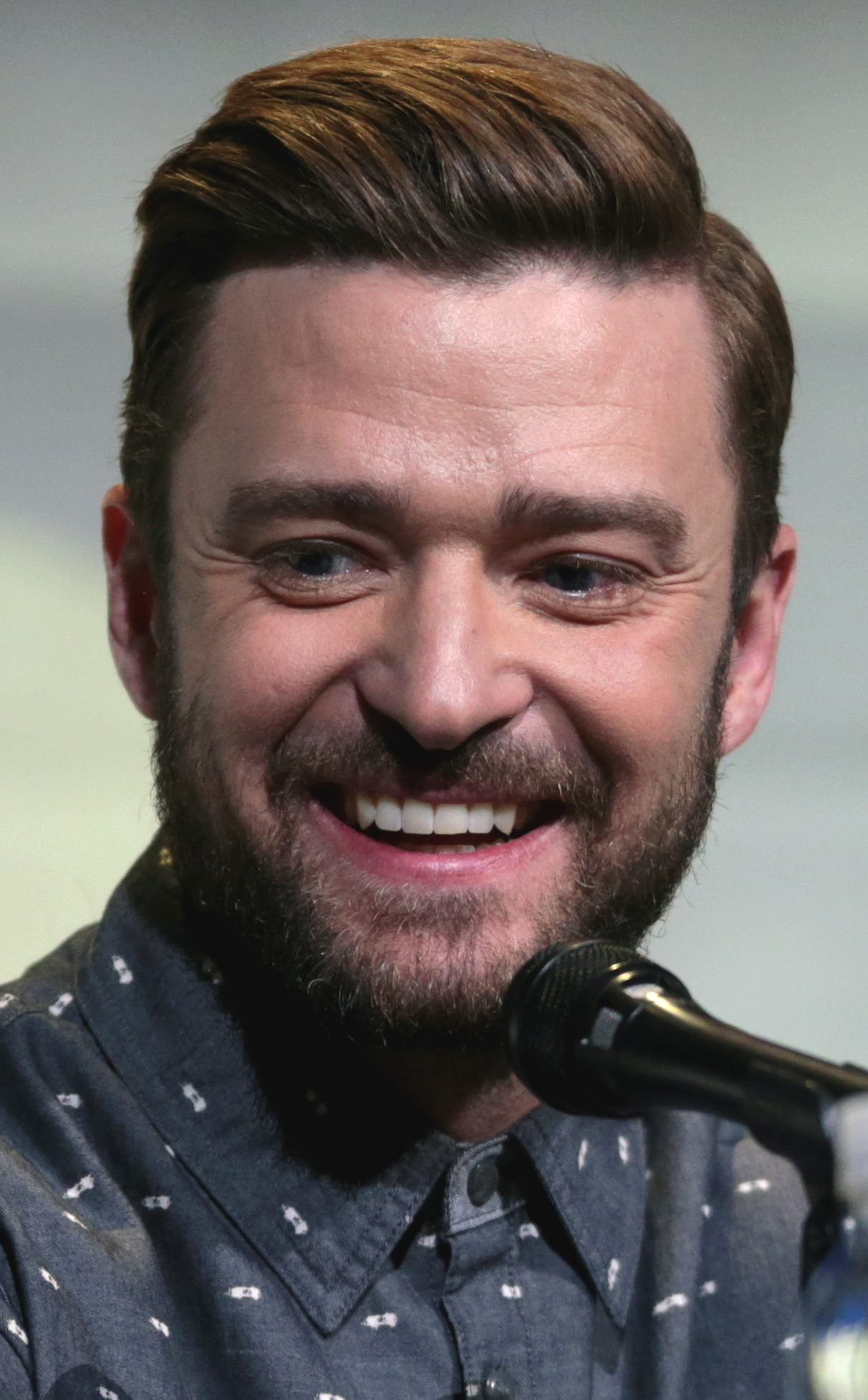
Ca sĩ Justin Timberlake được mệnh danh "Hoàng tử nhạc Pop"

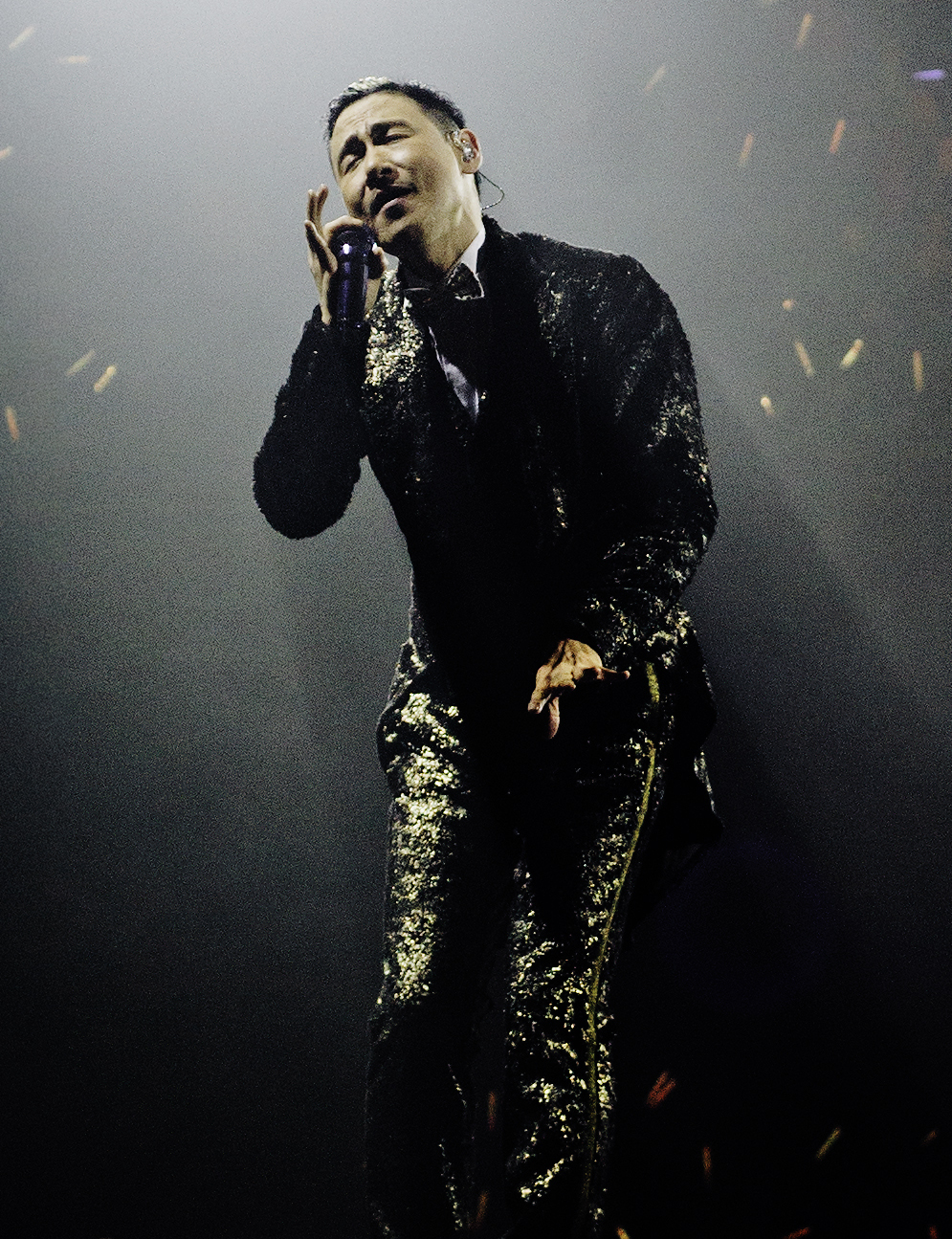
Ca sĩ Trương Học Hữu có biệt hiệu "Ca thần".

| Nghệ sĩ          | Danh hiệu                                                     | Quốc tịch | Nguồn                   |
| ---------------- | ------------------------------------------------------------- | --------- | ----------------------- |
| Shakira          | Nữ hoàng nhạc Latinh (Queen of Latin Music)                   | Colombia  | [ 192 ] [ 193 ]         |
| Shakira          | Nữ hoàng nhạc World Cup (Queen of the World Cup)              | Colombia  | [ 194 ]                 |
| Shin Jung-hyeon  | Ông tổ nhạc rock (Godfather of Rock)                          | Hàn Quốc  | [ 195 ]                 |
| Siu Black        | Họa mi của núi rừng Tây Nguyên                                | Việt Nam  | [ 196 ]                 |
| Sơn Tùng M-TP    | Hoàng tử V-pop (Prince of V-pop)                              | Việt Nam  | [ 197 ]                 |
| Soobin Hoàng Sơn | Hoàng tử                                                      | Việt Nam  |                         |
| Britney Spears   | Công chúa nhạc pop (Princess of Pop)                          | Hoa Kỳ    | [ 198 ] [ 199 ]         |
| Britney Spears   | Nữ hoàng nhạc pop (Queen of Pop)                              | Hoa Kỳ    | [ 200 ] [ 201 ]         |
| Barbra Streisand | Mẹ của Diva (Mother of Divas)                                 | Hoa Kỳ    | [ 202 ]                 |
| Suboi            | Nữ hoàng rap Việt (Vietnamese Queen of Rap)                   | Việt Nam  | [ 203 ]                 |
| Taylor Swift     | Cục cưng nước Mỹ (America's Sweetheart)                       | Hoa Kỳ    | [ 204 ] [ 205 ]         |
| Taylor Swift     | Công chúa nhạc đồng quê (Princess of Country)                 | Hoa Kỳ    | [ 206 ] [ 207 ] [ 208 ] |
| Taylor Swift     | Định nghĩa của ngành công nghiệp âm nhạc (The Music Industry) | Hoa Kỳ    |                         |
| Taylor Swift     | New Queen of Pop                                              | Hoa Kỳ    |                         |
| Scott Joplin     | Ông hoàng Ragtime                                             | Hoa Kỳ    | [ 209 ]                 |

### T
| Nghệ sĩ           | Danh hiệu                                                     | Quốc tịch         | Nguồn           |
| ----------------- | ------------------------------------------------------------- | ----------------- | --------------- |
| Tuấn Ngọc         | Danh hài Đất Việt                                             | Hoa Kỳ            | [...]           |
| Thanh Hoa         | Người đàn bà hát                                              | Việt Nam          | [ 210 ]         |
| Thanh Lam         | Người đàn bà hát                                              | Việt Nam          | [ 211 ]         |
| Thanh Lam         | Nữ hoàng nhạc nhẹ                                             | Việt Nam          | [ 212 ] [ 213 ] |
| Thanh Lam         | Kim Mao Sư Vương                                              | Việt Nam          |                 |
| Thanh Nga         | Nữ hoàng sân khấu (The Queen Stage)                           | Việt Nam          | [ 214 ]         |
| Thanh Tuyền       | Sơn ca miền đất lạnh                                          | Việt Nam Cộng Hòa |                 |
| Thái Thanh        | Tiếng hát vượt thời gian                                      | Việt Nam Cộng Hòa | [ 215 ] [ 216 ] |
| Thái Y Lâm        | Nữ hoàng C-pop (Queen of C-Pop)                               | Đài Loan          | [ 217 ]         |
| Thái Y Lâm        | Nữ hoàng Mandopop (Queen of Mandarin Pop)                     | Đài Loan          | [ 218 ]         |
| Thái Y Lâm        | Bà hoàng vũ đạo châu Á (Asia's Dancing Queen)                 | Đài Loan          | [ 219 ]         |
| Thôi Kiện         | Cha đẻ của nhạc rock Trung Quốc (Grandfather of Chinese Rock) | Trung Quốc        | [ 220 ]         |
| Thu Minh          | Nữ hoàng nhạc dance                                           | Việt Nam          | [ 221 ] [ 222 ] |
| Thủy Tiên         | Nữ hoàng nhạc phim (Queen of Movie Soundtrack)                | Việt Nam          | [ 223 ]         |
| Justin Timberlake | Hoàng tử nhạc pop (Prince of Pop)                             | Hoa Kỳ            | [ 224 ] [ 225 ] |
| Trần Quán Hy      | Eminem của châu Á (Asia's Eminem)                             | Hồng Kông         | [ 226 ]         |
| Trương Học Hữu    | Ca thần (God of Song)                                         | Hồng Kông         | [ 227 ]         |
| Thanh Thúy        | Tiếng hát liêu trai                                           | Việt Nam Cộng Hòa | [ 228 ]         |
| Thái VG           | Huyền Thoại Rap Việt                                          | Hoa Kỳ            |                 |

### U
| Nghệ sĩ | Danh hiệu                            | Quốc tịch | Nguồn   |
| ------- | ------------------------------------ | --------- | ------- |
| Usher   | Quý ông giải trí (Mr. Entertainment) | Hoa Kỳ    | [ 229 ] |

### V
| Nghệ sĩ   | Danh hiệu                  | Quốc tịch              | Nguồn           |
| --------- | -------------------------- | ---------------------- | --------------- |
| Vinh Sử   | Vua nhạc Sến               | Việt Nam               | [ 230 ]         |
| Vũ        | Hoàng tử indie             | Việt Nam               | [ 231 ] [ 232 ] |
| Vương Phi | Diva châu Á (Diva of Asia) | Hồng Kông / Trung Quốc | [ 233 ]         |
| Vương Phi | Thiên hậu (Heavenly Queen) | Hồng Kông / Trung Quốc | [ 233 ]         |

### W
| Nghệ sĩ     | Danh hiệu                               | Quốc tịch      | Nguồn   |
| ----------- | --------------------------------------- | -------------- | ------- |
| Shayne Ward | Hoàng tử nhạc ballad (Prince of Ballad) | Vương quốc Anh | [ 234 ] |

### X
| Nghệ sĩ   | Danh hiệu                   | Quốc tịch | Nguồn   |
| --------- | --------------------------- | --------- | ------- |
| Xuân Hinh | Kẻ chọc cười dân giã        | Việt Nam  | [ 235 ] |
| Xuân Hinh | Vua hài đất Bắc             | Việt Nam  | [ 236 ] |
| Xuân Mai  | Con cò bé bé (Little Stork) | Việt Nam  | [ 237 ] |

### Y
| Nghệ sĩ | Danh hiệu          | Quốc tịch | Nguồn   |
| ------- | ------------------ | --------- | ------- |
| Y Moan  | Tiếng hát đại ngàn | Việt Nam  | [ 238 ] |

## Danh hiệu nhóm và tập thể
| Nghệ sĩ                         | Danh hiệu                                                              | Quốc tịch                 | Nguồn                           |
| ------------------------------- | ---------------------------------------------------------------------- | ------------------------- | ------------------------------- |
| Adele                           | Main-Pop Girls                                                         | Vương quốc Anh            |                                 |
| Lady Gaga                       | Main-Pop Girls                                                         | Hoa Kỳ                    |                                 |
| Katy Perry                      | Main-Pop Girls                                                         | Hoa Kỳ                    |                                 |
| Rihanna                         | Main-Pop Girls                                                         | Barbados                  |                                 |
| Taylor Swift                    | Main-Pop Girls                                                         | Hoa Kỳ                    |                                 |
| Christina Aguilera              | Những nàng công chúa nhạc pop (The Pop Princesses)                     | Hoa Kỳ                    | [ 239 ] [ 240 ] [ 241 ]         |
| Mandy Moore                     | Những nàng công chúa nhạc pop (The Pop Princesses)                     | Hoa Kỳ                    | [ 239 ] [ 240 ] [ 241 ]         |
| Jessica Simpson                 | Những nàng công chúa nhạc pop (The Pop Princesses)                     | Hoa Kỳ                    | [ 239 ] [ 240 ] [ 241 ]         |
| The Beatles                     | Bộ tứ huyền thoại (The Fab Four)                                       | Vương quốc Anh            | [ 242 ]                         |
| Carabao                         | Ông vua 3cha (King of 3cha)                                            | Thái Lan                  | [ 243 ]                         |
| Carabao                         | Rolling Stones của châu Á (Rolling Stones of Asia)                     | Thái Lan                  | [ 243 ]                         |
| Chế Linh                        | Tứ trụ nhạc vàng (Four Pillars of Nhạc vàng)                           | Việt Nam                  | [ 244 ]                         |
| Duy Khánh                       | Tứ trụ nhạc vàng (Four Pillars of Nhạc vàng)                           | Việt Nam                  | [ 244 ]                         |
| Hùng Cường                      | Tứ trụ nhạc vàng (Four Pillars of Nhạc vàng)                           | Việt Nam                  | [ 244 ]                         |
| Nhật Trường                     | Tứ trụ nhạc vàng (Four Pillars of Nhạc vàng)                           | Việt Nam                  | [ 244 ]                         |
| Daft Punk                       | Ông tổ nhạc house kiểu Pháp (Godfathers of French House)               | Pháp                      | [ 245 ]                         |
| BTS                             | Nhóm nhạc nam lớn nhất thế giới (Biggest Boyband in the World)         | Hàn Quốc                  | [ 246 ] [ 247 ] [ 248 ]         |
| Blackpink                       | Nhóm nhạc nữ lớn nhất thế giới (The biggest female group in the world) | Hàn Quốc                  |                                 |
| Blackpink                       | Nghệ sĩ có lượng subcribe nhiều nhất thế giới                          | Hàn Quốc                  |                                 |
| Blackpink                       | Nghệ sĩ có tổng lượt xem nhiều nhất youtube                            | Hàn Quốc                  |                                 |
| Blackpink                       | Nghệ sĩ có số lượng người đăng ký kênh nhiều nhất thế giới             | Hàn Quốc                  |                                 |
| Girls' Generation               | Nhóm nhạc nữ Quốc dân (Nation's Girl Group)                            | Hàn Quốc và Hoa Kỳ        | [ 249 ]                         |
| Trương Học Hữu                  | Tứ Đại Thiên Vương nhạc Hoa (Four Heavenly Kings of Chinese Pop)       | Hồng Kông                 | [ 227 ]                         |
| Lê Minh                         | Tứ Đại Thiên Vương nhạc Hoa (Four Heavenly Kings of Chinese Pop)       | Hồng Kông                 | [ 227 ]                         |
| Lưu Đức Hoa                     | Tứ Đại Thiên Vương nhạc Hoa (Four Heavenly Kings of Chinese Pop)       | Hồng Kông                 | [ 227 ]                         |
| Quách Phú Thành                 | Tứ Đại Thiên Vương nhạc Hoa (Four Heavenly Kings of Chinese Pop)       | Hồng Kông                 | [ 227 ]                         |
| Madonna                         | Bộ ba nhạc pop của thế giới (Holy Trinity of Pop)                      | Hoa Kỳ                    | [ 250 ]                         |
| Michael Jackson                 | Bộ ba nhạc pop của thế giới (Holy Trinity of Pop)                      | Hoa Kỳ                    | [ 250 ]                         |
| Prince                          | Bộ ba nhạc pop của thế giới (Holy Trinity of Pop)                      | Hoa Kỳ                    | [ 250 ]                         |
| Whitney Houston                 | Bộ ba vocal của thế giới (The Vocal Trinity)                           | Hoa Kỳ                    | [ 251 ]                         |
| Mariah Carey                    | Bộ ba vocal của thế giới (The Vocal Trinity)                           | Hoa Kỳ                    | [ 251 ]                         |
| Céline Dion                     | Bộ ba vocal của thế giới (The Vocal Trinity)                           | Canada                    | [ 251 ]                         |
| Mỹ Linh                         | Tứ trụ Diva Việt Nam (Four Divas of Vietnam)                           | Việt Nam                  | [ 252 ]                         |
| Thanh Lam                       | Tứ trụ Diva Việt Nam (Four Divas of Vietnam)                           | Việt Nam                  | [ 252 ]                         |
| Hồng Nhung                      | Tứ trụ Diva Việt Nam (Four Divas of Vietnam)                           | Việt Nam                  | [ 252 ]                         |
| Trần Thu Hà                     | Tứ trụ Diva Việt Nam (Four Divas of Vietnam)                           | Việt Nam                  | [ 252 ]                         |
| One Direction                   | Nhóm nhạc nam lớn nhất thế giới (Biggest Boyband in the World)         | Ireland và Vương quốc Anh | [ 253 ]                         |
| Super Junior                    | Ông vua làn sóng Hallyu (King Of Hallyu Wave)                          | Hàn Quốc và Trung Quốc    | [ 254 ] [ 255 ] [ 256 ] [ 257 ] |
| Shinee                          | Những chàng hoàng tử K-pop (Princes of K-Pop)                          | Hàn Quốc                  | [ 258 ]                         |
| Spice Girls                     | Bộ ngũ Huyền thoại (Fab Five)                                          | Vương quốc Anh            | [ 259 ]                         |
| Thiểm Linh Nhạc Đoàn (Chthonic) | Black Sabbath của châu Á (The Black Sabbath of Asia)                   | Đài Loan                  | [ 260 ]                         |
| TVXQ                            | Ông hoàng K-pop (King of K-Pop)                                        | Hàn Quốc                  | [ 261 ]                         |
| TVXQ                            | Thần tượng Quốc dân (Nation's Idol)                                    | Hàn Quốc                  | [ 262 ] [ 263 ]                 |
| U2                              | Ban nhạc lớn nhất thế giới (The Biggest Band in the World)             | Ireland                   | [ 264 ]                         |